# Monsieur Amon
Amón Fasileau-Duplantier, o Monsieur Amón (Burdeos, 22 de diciembre de 1849 - 24 de febrero de 1915), fue un empresario francés del café, del urbanismo y pionero en la producción eléctrica en Costa Rica.  Sus actividades comerciales tuvieron un profundo impacto en Costa Rica durante la segunda mitad del siglo XIX, a través de la creación del Barrio que lleva hoy su nombre.  
Monsieur Amón llegó a encarnar una de las imágenes de la burguesía de la Belle Époque de la capital costarricense en los escritos de Carmen Lyra.  Actualmente, la Alianza Francesa de Costa Rica tiene su sede principal en el Barrio Amón, el cual se encuentra en el Distrito del Carmen (Costa Rica) de la capital.

## Biografía
Nacido en el seno de una notable familia de Burdeos, llega a Costa Rica alrededor de los veintidós años mediante su incorporación al negocio del café por parte de su cuñado, el Señor Hippolyte Tournón dueño de la empresa del mismo apellido, abriéndosele un periodo de formación, tanto personal como profesional.  En 1885 contrae matrimonio con María Machado, hija del diplomático guatemalteco Rafael Machado, quien fungió como canciller de Costa Rica en 1876. Esta familia dará otro ministro a Costa Rica en la persona del sobrino, Don Alejandro Aguilar Machado, en el área de la Educación. Su otro sobrino, Guillermo, fundará la Escuela de Artes Musicales. 
En 1888 nace Raymond Elois su único hijo, y en 1892 Amón se lanza en un proyecto de urbanismo con la Municipalidad de San José. Recobra vida la empresa ladrillera y empieza la lotificación de lo que será el Barrio Amón, siguiendo los proyectos mayores del tranvía y del alumbrado público. 
Monsieur Amón saca provecho del río Torres porque atraviesa sus propiedades y al darse la extensión de San José, aquí, desde 1884, se construyen las primeras plantas hidroeléctricas del país. Cuando viene el traspaso de los contratos eléctricos del tranvía y del alumbrado a Minor Keith, todavía Amón mantiene una posición visionaria, la misma que tiene Minor Keith en sus negocios. Se trata de quedar sino como dueño, por lo menos como socio de empresas anónimas, con cierto número de acciones.  Sin embargo, ocurre el ciclo descendente del café, mientras se da el ciclo ascendente del banano.  Los contratos del tranvía de 1896 y del alumbrado de 1897 fueron las dos últimas iniciativas de Amón.  En 1899 llegó a Costa Rica Don Elois Tournón, hijo de Hippolyte Tournón para sustituirlo. En adelante la empresa Tournón volvió a dedicarse únicamente al café. 
En 1898, Amón había vendido a Keith sus propiedades y derechos. En 1899 deja de ser apoderado pero lo que se ha tomado como un traspaso dentro de la empresa Tournón fue en realidad un acuerdo más amplio firmado en 1902 con venta de las propiedades personales de Amón para regresar definitivamente a Francia.  En 1915, el año de su defunción, Monsieur Amón ya no vivía en la ciudad, sino en un pueblo que con ironía de la suerte, se llamaba el Buen Descanso (Bonrepos-Riquet).

## Representaciones
Fue retratado en 1876 por el francés Aquiles Bigot (1809-1884), pintor de varios jefes de Gobierno de Costa Rica.  La descripción del Barrio Amón y sus alrededores, así como de algunos de los rasgos de su fundador se pueden encontrar en el libro « En una silla de ruedas » de la escritora Carmen Lyra.